# Stevns Klint Experience
Stevns Klint Experience er et dansk naturhistorisk museum under Østsjællands Museer, beliggende i Stevns Kommune. Museet fortæller om geologi med særlig vægt på naturhistorie og fossiler, især Stevns Klint, fiskeler, dinosaurernes uddøden for 66 millioner år siden, masseuddøden og UNESCO verdensarven. Stevns Klint viser tydeligt Fiskeler‑laget; som er et tyndt, gråbrunt lerlag mellem kridt og kalk, der markerer K/T‑grænsen og indeholder spor af asteroidenedslaget, inklusiv et forhøjet iridiumindhold, som understøtter teorien om meteorit‑påvirkning som årsag til masseuddøen.
Stevns Klint Experience giver indblik i katastrofens konsekvenser for livet på jorden; hvor kun ca. 40% af alle jordens dyr og planter overlevede.

## Historie
Stevns Museum (med den tidligere adresse Højerup Bygade 38, 4660 Store Heddinge) lå ved Højeruplund ved Stevns Klint. Museet blev lukket i  2018  med henblik på en sammenlægning  med Haslev Museum  til Østsjællands Museum på Rådhusvej 2 i Faxe (Det gamle rådhus). 
Museet var en del af Østsjællands Museum, der på tidspunktet var en sammenlægning af Stevns Museum, Stevnsfortet og GeoMuseumFaxe.
Museet rummede en lokalhistorisk udstilling med værksteder, samt specialsamlinger af bl.a. legetøj. Derudover information om Stevns Klints geologi og udnyttelse af denne, gennem tiden.